# Tegalsari (Maja, Majalengka)
Tegalsari is een bestuurslaag in het regentschap Majalengka van de provincie West-Java, Indonesië. Tegalsari telt 2317 inwoners (volkstelling 2010).